# Lepanthes eciliata
Lepanthes eciliata är en orkidéart som beskrevs av Rudolf Schlechter. Lepanthes eciliata ingår i släktet Lepanthes och familjen orkidéer. Inga underarter finns listade i Catalogue of Life.